# Engyprosopon marquisensis
 Engyprosopon marquisensis és un peix teleosti de la família dels bòtids i de l'ordre dels pleuronectiformes.

## Morfologia
Pot arribar als 6,5 cm de llargària total.

## Distribució geogràfica
Es troba a les costes de les Illes Marqueses.